# Kolitzheim
Kolitzheim är en kommun och ort i Landkreis Schweinfurt i Regierungsbezirk Unterfranken i förbundslandet Bayern i Tyskland.